# Werner Friedli (Fotograf)
Werner Friedli (geboren am 16. August 1910 in Dübendorf; gestorben am 6. September 1996) war ein Schweizer Fotograf der Luftbildfotografie und ab 1938 Leiter der Swissair Photo AG.

## Leben und Werk
Friedli absolvierte 1925–1928 eine  Fotografenlehre bei Heinrich Wild in Dübendorf und 1934 einen Meisterkurs an der Höheren Graphischen Bundes-Lehr- und Versuchsanstalt in Wien. Danach war er als freier Fotograf tätig. Nach dem frühen Tod von Walter Mittelholzer im Jahr 1937 übernahm Friedli 1938 die Leitung der Swissair Photo AG und brachte diese durch die wirtschaftlich schwierigen Kriegsjahre. Nach einem Flugunfall im Engadin trat er 1960 als Geschäftsleiter zurück. Er gründete danach ein eigenes Unternehmen für Flugaufnahmen und fotografierte bis 1973 weiter.
Rund 21'000 schräg aufgenommene schwarzweisse Luftbilder im Format 13 × 18 cm befinden sich heute im Bildarchiv der ETH-Bibliothek. Die Originalnegative, teilweise mit dazugehörigen Silbergelatine-Abzügen, stammen aus Friedlis Zeit bei der Swissair Photo AG. Der Bestand mit dem Bildcode-Suffix LBS_H1 ist vollständig digitalisiert.

## Veröffentlichungen
- Flugbild der Schweiz. 200 Aufnahmen der Swissair. Mühlrad, Zürich 1949.
- Alpenflugbild. Reinhold A. Müller, Feldmeilen 1968.
- Alpenflug. Geschichte, Geografie, Erlebnis. Kümmerly+Frey, Bern 1969.
- Kern heute. Zum 150jährigen Bestehen der Kern & Co. AG Aarau, Schweiz, Werke für Präzisionsmechanik und Optik. Kern, Aarau 1969.

## Ausstellungen
- 1951: Werner Friedli: Flugbild der Schweiz, Helmhaus, Zürich
- 1974: Gruppenausstellung: Photographie in der Schweiz von 1840 bis heute, Wanderausstellung, Schweizerische Stiftung für die Photographie, Zürich
- 2004: Gruppenausstellung: Blickfänger. Fotografien in Basel aus zwei Jahrhunderten, Historisches Museum Basel

## Galerie

Wettingen (AG), Kraftwerk Wettingen, 1939
Russin (GE), Barrage de Verbois, Flusskraftwerk an der Rhone, Blick nach Nordwesten (NW), 1945
Zürich (ZH), Heuried, 1945
Melser Au bei Sargans (SG), Windschutzpflanzung, Rheinebene, 1947
Riom (GR), Riom-Parsonz, 1947
Genf (GE), Genève, Débarcadère, Square du Mont Blanc, 1949
Alpstein, Blick nach Nordosten (NE), Hundstein, 1949
Monte Rosa, Gornergletscher, 1949
Augst (BL), Augusta Raurica, Ausgrabungen, römisches Theater, 1950
Büsserach (SO), Ruine Neu-Thierstein, 1953